# Столітнє диво
«Столітнє диво» (тур. Yüz Yıllık Mucize) — турецький телесеріал 2023 року у жанрі драми, фантастики та створений компанією OGM Pictures. В головних ролях — Біркан Сокуллу, Ебру Шахін, Зеррін Текіндор, Хюмейра, Неджип Мемілі, Айсегюль Дженгіз.
Перша серія вийшла в ефір 23 березня 2023 року.
Серіал має 1 сезон. Завершився 13-м епізодом, який вийшов у ефір 15 червня 2023 року.
Режисер серіалу — Хілаль Сарал.
Сценарист серіалу — Нуран Еврен Шит.

## Сюжет
Під час війни в Сакар'є смерть наздоганяє Алі Тахіра. Несподівано під час похорону чоловік приходить до тями. Багато близьких вже були готові відпустити його, але несподіване диво повернуло Алі до життя. Щоправда, з ним починають відбуватися дивні метаморфози: час тепер не має влади над головним героєм. Чоловік буквально не старіє. За свої сто тридцять років життя Алі вже зумів пізнати життя вздовж і впоперек. Щоправда, існувати на цій планеті стає дедалі складніше. Єдиною людиною, яка знає таємницю Алі, є Тургут, якого той знає з самого дитинства. У свою чергу, є й інші люди, які зацікавлені у вивченні особистості Алі. Так, Харика, яка є адвокатом і захоплюється авторською справою, вирішує написати свій перший роман, в основу якого може лягти життя Алі. Щоправда, до їхнього знайомства станеться ще чимало цікавого: жінка зіткнеться з чоловіком на ім'я Кемал, який так само претендуватиме на потрапляння в нову книгу головної героїні.

## Актори та персонажі
| Актор               | Роль                                   |
| ------------------- | -------------------------------------- |
| Біркан Сокуллу      | Алі Тахір / Кемаль Кая / Ешреф Анадола |
| Ебру Шахін          | Харика                                 |
| Зеррін Текіндор     | Сурейя                                 |
| Хюмейра             | Музейєн                                |
| Неджип Мемілі       | Тургут                                 |
| Айсегюль Дженгіз    | Саджіде                                |
| Гьозде Седа Алтунер | Айсель                                 |
| Ялчин Хафізоглу     | Джем                                   |
| Мерве Нур Бенгі     | Зерен                                  |
| Еджем Чалхан        | Мірай                                  |
| Зехра Келлечі       | Серай                                  |
| Джемре Гюмелі       | Сурейя (молодість)                     |
| Лачин Джейлан       | Мюжде                                  |
| Бурджу Каврар       | Джанан                                 |
| Назлі Тосуноглу     | Музейєн (молодість)                    |

## Сезони
| Сезон | Епізоди | Епізоди | Оригінальний показ | Оригінальний показ | Оригінальний показ |
| Сезон | Епізоди | Епізоди | Перший показ       | Останній показ     | Мережа             |
| ----- | ------- | ------- | ------------------ | ------------------ | ------------------ |
| 1     | 13      | 13      | 23 березня 2023    | 15 червня 2023     | Star TV            |

## Рейтинги серій

### Сезон 1 (2023)
| Серія               | Рейтинг (TOTAL) | Рейтинг (AB) | Рейтинг (ABC1) |
| ------------------- | --------------- | ------------ | -------------- |
| 1.                  | 2.47            | 3.26         | 3.19           |
| 2.                  | 2.88            | 3,80         | 3.67           |
| 3.                  | 2.47            | 2.93         | 3.42           |
| 4.                  | 2.33            | 3.23         | 3.46           |
| 5.                  | 1.92            | 2.91         | 2.72           |
| 6.                  | 1.58            | 2.38         | 2.32           |
| 7.                  | 2.02            | 2.75         | 2.65           |
| 8.                  | 1.61            | 2.26         | 2.63           |
| 9.                  | 1.43            | 2.19         | 2.12           |
| 10.                 | 1.36            | 1,98         | 1.93           |
| 11.                 | 1.66            | 2.58         | 2.34           |
| 12.                 | 1.31            | 1.76         | 1,89           |
| 13. (фінал серіалу) | 0,96            | 1.35         | 1.43           |